# Miss Tahiti
Miss Tahiti è un concorso di bellezza femminile che si tiene annualmente dal 1960 ad Tahiti. La vincitrice del concorso rappresenta Tahiti a Miss Francia, mentre la seconda classificata prende parte a Miss Terra.

## Albo d'oro
- 1960: Teura Bauwens
- 1961: Tahia Piedhi
- 1962: Yolande Flohr
- 1963: Mareta Tuihaa
- 1964: Léa Avaemai
- 1965: Marie Moua
- 1966: Sonia Agnieray
- 1968: Viola Teriitahi
- 1969: Dominique Tepava
- 1970: Marie Tehei
- 1971: Jeanne Burns
- 1972: Moea Arapari
- 1973: Edna Tepava
- 1974: Mira Vehiatua
- 1975: Moea Amiot
- 1976: Patricia Servonnat
- 1977: Tumia Teriieroo
- 1978: Moeata Schmouker
- 1979: Thilda Fuller
- 1980: Tatiana Tereiama
- 1981: Maimiti Kinander
- 1982: Teura Tuhiti
- 1983: Rosa Lanteires
- 1984: Hinarii Kilian
- 1985: Manea Ruth
- 1986: Loanah Bohl
- 1987: Mearii Manoi
- 1988: Teumere Pater
- 1989: Myriam Tuheiava
- 1990: Mareva Georges
- 1991: Hina Sarciaux
- 1992: Tania Noble
- 1993: Heikapua Moke
- 1994: Vaea Olanda
- 1995: Timeri Baudry
- 1996: Hinerava Hiro
- 1997: Hinano Teanotoga
- 1998: Mareva Galanter
- 1999: Manoa Fruge
- 2000: Vanina Bea
- 2001: Ravanui Teriitaumihau
- 2002: Rava Maiarii
- 2003: Heitiare Tribondeau
- 2004: Raipoe Adams
- 2005: Mihimana Sachet
- 2006: Terehe Pere
- 2007: Taoahere Richmond
- 2008: Hinatea Boosie
- 2009: Puahinano Bonno
- 2010: Lucie Poehere Wilson
- 2011: Rauata Temauri